# Credo (liturgia)

Il Credo è, nella liturgia e devozione cattolica, anglicana, luterana e in varie altre confessioni protestanti, la professione di fede che la comunità credente fa nei momenti liturgici, principalmente nelle celebrazioni eucaristiche delle domeniche e delle solennità liturgiche.
La liturgia propone due formule per il credo:
- Il Simbolo apostolico: è un testo del II secolo, nato nella liturgia del battesimo.
- Il Simbolo niceno-costantinopolitano: è uno sviluppo del precedente, arricchito con le affermazioni cristologiche definite nel Concilio di Nicea e con le affermazioni di fede pneumatologiche definite nel Primo Concilio di Costantinopoli.

C'è inoltre il Simbolo atanasiano: attribuito a Sant'Atanasio (IV secolo), era recitato nel Rito Romano nell'ufficio domenicale di prima della Riforma liturgica, e usato nel Rito ambrosiano come inno dell'Ufficio delle Letture.
Nel rito del battesimo si preferisce la modalità in forma di domande e risposte: alle domande del presbitero o del vescovo sui tre articoli di fede del Simbolo apostolico i battezzandi rispondono tutti insieme "Sì, credo". Dopo di ciò sono battezzati. Tale modalità può essere usata anche nella celebrazione eucaristica, ed è obbligatoria nella liturgia della Veglia pasquale.
Nonostante il credo venga recitato come fosse una preghiera, non lo è in modo proprio, ma è appunto una dichiarazione solenne dei principali articoli della fede ossia un riassunto dei principali dogmi.
Il Simbolo niceno-costantinopolitano è stato fonte di controversie tra la Chiesa cattolica e la chiesa ortodossa per la questione del filioque.

## Professioni di fede non liturgiche

### Professio fidei tridentina
Dietro suggerimento del Concilio di Trento, papa Pio IV promulgò con la bolla Iniunctum nobis del 13 novembre 1564 una formula di professione di fede nota come Professio fidei tridentina o Credo di Pio IV. Dovevano professarla i candidati all'ordine sacro e i promossi a vari uffici di responsabilità nella Chiesa. Il testo conteneva il Simbolo niceno-costantinopolitano, una serie di articoli definiti dal Concilio di Trento in vista delle negazioni dei protestanti, e la dichiarazione generica "Accetto e professo ancora senza dubbi tutte le altre cose insegnate, definite e dichiarate dai sacri canoni e in particolare dal sacrosanto concilio di Trento: nel contempo anch'io condanno, rigetto e anatematizzo tutte le dottrine contrarie e qualunque eresia condannata, rigettata ed anatematizzata dalla Chiesa". A quest'ultima dichiarazione sono state aggiunte dopo il Concilio Vaticano I le parole "e dal concilio ecumenico Vaticano specialmente quanto al primato e al magistero infallibile del romano Pontefice".
Nel 1998 la professione tridentina di fede è stata sostituita con una nuova e più breve formula, il cui testo si può trovare sul sito Internet della Santa Sede, unitamente ad un relativo commentario. L'attuale Codice di diritto canonico (promulgato nel 1983) elenca le persone obbligate ad emettere la professione di fede.

### Credo del Popolo di Dio
Il 30 giugno 1968, durante la messa di conclusione dell'"Anno della fede" – da lui stesso indetto in occasione del XIX centenario del martirio dei Santi Pietro e Paolo – Paolo VI dà lettura in Piazza San Pietro ad una "solenne professione di fede", chiamata il Credo del Popolo di Dio, da lui stesso redatta per l'occasione e formalmente emessa con motu proprio. È un lungo testo che riassume i punti fondamentali della fede cattolica, estendendo ed esplicitando i contenuti del Simbolo niceno-costantinopolitano. Anche questa professione di fede non era destinata ad uso liturgico. Il testo integrale è consultabile sul sito Internet della Santa Sede.